# Jürgen Schmid (Ingenieur)
Jürgen Schmid  (* 23. Juni 1944 in Isingen; † 6. Mai 2013) war ein deutscher Ingenieur und Pionier auf dem Gebiet der erneuerbaren Energien.

## Leben und Werdegang
Schmid wurde im heute zu Rosenfeld gehörenden württembergischen Dorf Isingen geboren und wuchs dort auf.
Er studierte von 1966 bis 1972 Luft- und Raumfahrttechnik an der Universität Stuttgart. Danach ging er an das Kernforschungszentrum Karlsruhe. Später wurde er Angestellter bei der EU-Kommission und arbeitete auf dem Gebiet der kontrollierten Kernfusion. 1981 wechselte Schmid an das neu gegründete Fraunhofer-Institut für Solare Energiesysteme in Freiburg im Breisgau. Dort entwickelte er 1982 den ersten vollelektronischen Wechselrichter der Welt. 1993 erhielt Schmid einen Ruf an die Universität Karlsruhe. 1995 ging er nach Kassel, wo er Leiter des Instituts für Solare Energieversorgungstechnik (ISET) wurde und eine Professur für rationelle Energiewandlung an der damaligen Gesamthochschule Kassel annahm. Am 1. Januar 2009 wurde aus dem ISET das Fraunhofer-Institut für Windenergie und Energiesystemtechnik (IWES), dessen Leiter Schmid war.
Schmid war von 2004 bis zu seinem Tod Mitglied im Wissenschaftlichen Beirat der Bundesregierung Globale Umweltveränderungen.
2012 erhielt Schmid die Fraunhofer-Medaille, eine hohe Auszeichnung der Fraunhofer-Gesellschaft. Im gleichen Jahr wurde ihm die Goethe-Plakette des Landes Hessen verliehen.
Schmid hinterließ seine Ehefrau und einen Sohn.